# Správní obvod obce s rozšířenou působností Pardubice
Správní obvod obce s rozšířenou působností Pardubice je od 1. ledna 2003 jedním ze tří správních obvodů rozšířené působnosti obcí v okrese Pardubice v Pardubickém kraji. Rozšířenou přenesenou působnost státu v něm vykonává Magistrát města Pardubice. Správní obvod zahrnuje města Pardubice, Dašice, Lázně Bohdaneč a Sezemice a dalších 52 obcí.
Města Pardubice a Lázně Bohdaneč jsou obcemi s pověřeným obecním úřadem.

## Seznam obcí
Poznámka: Města jsou vyznačena tučně.
- Barchov
- Bezděkov
- Borek
- Bukovina nad Labem
- Bukovka
- Časy
- Čeperka
- Čepí
- Černá u Bohdanče
- Dašice
- Dolany
- Dříteč
- Dubany
- Hrobice
- Choteč
- Chýšť
- Jezbořice
- Kasalice
- Kostěnice
- Křičeň
- Kunětice
- Lány u Dašic
- Lázně Bohdaneč
- Libišany
- Malé Výkleky
- Mikulovice
- Moravany
- Němčice
- Neratov
- Opatovice nad Labem
- Ostřešany
- Pardubice
- Plch
- Podůlšany
- Pravy
- Ráby
- Rohovládova Bělá
- Rohoznice
- Rokytno
- Rybitví
- Sezemice
- Slepotice
- Spojil
- Srch
- Srnojedy
- Staré Hradiště
- Staré Jesenčany
- Staré Ždánice
- Starý Mateřov
- Stéblová
- Třebosice
- Úhřetická Lhota
- Újezd u Sezemic
- Vlčí Habřina
- Voleč
- Živanice

## Obyvatelstvo
| Rok  | Obyv.  | ± %     |
| ---- | ------ | ------- |
| 1869 | 42 401 | —       |
| 1880 | 48 461 | +14,3 % |
| 1890 | 51 462 | +6,2 %  |
| 1900 | 57 522 | +11,8 % |
| 1910 | 65 521 | +13,9 % |

| Rok  | Obyv.   | ± %     |
| ---- | ------- | ------- |
| 1921 | 69 189  | +5,6 %  |
| 1930 | 76 070  | +9,9 %  |
| 1950 | 80 210  | +5,4 %  |
| 1961 | 96 936  | +20,9 % |
| 1970 | 109 447 | +12,9 % |

| Rok  | Obyv.   | ± %     |
| ---- | ------- | ------- |
| 1980 | 122 246 | +11,7 % |
| 1991 | 122 808 | +0,5 %  |
| 2001 | 120 979 | −1,5 %  |
| 2011 | 126 780 | +4,8 %  |
| 2021 | 130 165 | +2,7 %  |